# Gomphostemma
Gomphostemma  é um gênero botânico da família Lamiaceae

## Espécies
Formado por 62 espécies:
Gomphostemma aborensis Gomphostemma acaule Gomphostemma arbusculum
Gomphostemma bartlettii Gomphostemma callicarpoides Gomphostemma chinense
Gomphostemma cinerea Gomphostemma crinitum Gomphostemma curtisii
Gomphostemma deltodon Gomphostemma dentatum Gomphostemma dichotomum
Gomphostemma dolichobotrys Gomphostemma eriocarpum Gomphostemma flavescens
Gomphostemma formosana Gomphostemma furfuraceum Gomphostemma grandiflorum
Gomphostemma hainanense Gomphostemma hemsleyanum Gomphostemma heyneanum
Gomphostemma inopinatum Gomphostemma insuave Gomphostemma intermedium
Gomphostemma javanicum Gomphostemma keralensis Gomphostemma lacei
Gomphostemma lacteum Gomphostemma latifolium Gomphostemma leptodon
Gomphostemma lucidum Gomphostemma luzonense Gomphostemma macrophyllum
Gomphostemma mastersii Gomphostemma melissaefolium Gomphostemma membranifolium
Gomphostemma microcalyx Gomphostemma microdon Gomphostemma multiflorum
Gomphostemma nayarii Gomphostemma niveum Gomphostemma nutans
Gomphostemma oblongum Gomphostemma ovatum Gomphostemma parviflorum
Gomphostemma parvum Gomphostemma pedunculatum Gomphostemma petiolare
Gomphostemma philippinarum Gomphostemma phlomoides Gomphostemma pseudo
Gomphostemma racemosum Gomphostemma rugosum Gomphostemma scortechinii
Gomphostemma stellato Gomphostemma strobilinum Gomphostemma sulcatum
Gomphostemma sumatrense Gomphostemma thomsoni Gomphostemma velutinum
Gomphostemma viride Gomphostemma wallichii

## Nome e referências
Gomphostemma Bentham, 1830